# Abell 2390
Abell 2390 è un ammasso di galassie situato in direzione della costellazione di Pegaso alla distanza di circa 2,7 miliardi di anni luce dalla Terra. Inserito nel Catalogo Abell redatto nel 1958, ha una classe di ricchezza 1 (quindi costituito da 50-79 galassie).
La galassia più luminosa dell'ammasso è l'ellittica SMM J21536+1741.